# Lijst van onroerend erfgoed in Borgerhout
Een overzicht van het onroerend erfgoed in het district Borgerhout in de gemeente Antwerpen. Het onroerend erfgoed maakt onderdeel uit van het cultureel erfgoed in België.

## Bouwkundig erfgoed
| Object                                                                      | Erfgoedstatus?           | Bouwjaar of architect  | Deelgemeente | Adres                                                     | Coördinaten                   | Nummer? | Afbeelding                                                                  |
| --------------------------------------------------------------------------- | ------------------------ | ---------------------- | ------------ | --------------------------------------------------------- | ----------------------------- | ------- | --------------------------------------------------------------------------- |
| Kunstenaarswoning Albert Poels                                              |                          |                        | Borgerhout   | Arthur Matthyslaan 61                                     | 51° 12' 15" NB, 4° 27' 9" OL  | 11158   | Kunstenaarswoning Albert Poels                                              |
| Gemeentelijk onderwijsinstituut voor meisjes en jongens                     |                          |                        | Borgerhout   | Betogingstraat 9                                          | 51° 12' 38" NB, 4° 26' 4" OL  | 11160   | Gemeentelijk onderwijsinstituut voor meisjes en jongens                     |
| Burgerhuis Anno 1906                                                        |                          |                        | Borgerhout   | Bijlstraat 25-27                                          | 51° 13' 18" NB, 4° 26' 29" OL | 11162   | Burgerhuis Anno 1906                                                        |
| Geheel van eclectische meergezinswoningen                                   |                          |                        | Borgerhout   | Bleekhofstraat 36-40                                      | 51° 12' 42" NB, 4° 25' 43" OL | 11163   | Geheel van eclectische meergezinswoningen                                   |
| Architectenwoning Gustaaf Van Meel                                          |                          |                        | Borgerhout   | Cruyslei 10                                               | 51° 11' 54" NB, 4° 27' 19" OL | 11164   | Architectenwoning Gustaaf Van Meel                                          |
| Eenheidsbebouwing van stadswoningen                                         |                          |                        | Borgerhout   | De Leescorfstraat 43-61                                   | 51° 12' 6" NB, 4° 26' 54" OL  | 11166   | Eenheidsbebouwing van stadswoningen                                         |
| Gemeenteschool                                                              |                          |                        | Borgerhout   | Florastraat 120                                           | 51° 13' 8" NB, 4° 26' 32" OL  | 11168   | Gemeenteschool                                                              |
| Eclectisch burgerhuis                                                       |                          |                        | Borgerhout   | Fonteinstraat 46                                          | 51° 12' 43" NB, 4° 26' 32" OL | 11169   | Eclectisch burgerhuis                                                       |
| Drie burgerhuizen                                                           |                          |                        | Borgerhout   | Fonteinstraat 50-52, Godtsstraat 44                       | 51° 12' 42" NB, 4° 26' 31" OL | 11170   | Drie burgerhuizen                                                           |
| Stedelijk lyceum                                                            |                          |                        | Borgerhout   | Generaal De Wetstraat 16                                  | 51° 12' 60" NB, 4° 26' 22" OL | 11171   | Stedelijk lyceum                                                            |
| Drie neoclassicistische burgerhuizen                                        |                          |                        | Borgerhout   | Generaal Eisenhowerlei 7-11                               | 51° 12' 58" NB, 4° 26' 9" OL  | 11172   | Drie neoclassicistische burgerhuizen                                        |
| Twee arbeiderswoningen                                                      |                          |                        | Borgerhout   | Generaal Eisenhowerlei 71-73                              | 51° 13' 4" NB, 4° 26' 13" OL  | 11173   | Twee arbeiderswoningen                                                      |
| Eenheidsbebouwing van drie winkelhuisjes                                    |                          |                        | Borgerhout   | Gravinstraat 20-22, Sint-Lucasstraat 1                    | 51° 12' 56" NB, 4° 26' 35" OL | 11175   | Eenheidsbebouwing van drie winkelhuisjes                                    |
| Neoclassicistisch pand                                                      |                          |                        | Borgerhout   | Helmstraat 107                                            | 51° 13' 6" NB, 4° 26' 7" OL   | 11176   | Neoclassicistisch pand                                                      |
| Flatgebouw in art-decostijl                                                 |                          |                        | Borgerhout   | Helmstraat 129-131                                        | 51° 13' 6" NB, 4° 26' 12" OL  | 11177   | Flatgebouw in art-decostijl                                                 |
| Neoclassicistisch burgerhuis                                                |                          |                        | Borgerhout   | Helmstraat 98-100                                         | 51° 13' 3" NB, 4° 26' 4" OL   | 11178   | Neoclassicistisch burgerhuis                                                |
| Eenheidsbebouwing in art-nouveaustijl                                       | Monument                 |                        | Borgerhout   | Herentalsebaan 12-18                                      | 51° 12' 36" NB, 4° 27' 12" OL | 11179   | Eenheidsbebouwing in art-nouveaustijl                                       |
| Vier burgerhuizen in spiegelbeeldschema                                     |                          |                        | Borgerhout   | Jaak De Braeckeleerstraat 4-10                            | 51° 12' 53" NB, 4° 26' 15" OL | 11180   | Vier burgerhuizen in spiegelbeeldschema                                     |
| Vier neoclassicistische burgerhuizen                                        |                          |                        | Borgerhout   | Jaak De Braeckeleerstraat 14-20                           | 51° 12' 53" NB, 4° 26' 16" OL | 11181   | Vier neoclassicistische burgerhuizen                                        |
| Woning Van Lommel                                                           |                          | Léon Stynen            | Borgerhout   | Joos Robijnslei 20                                        | 51° 11' 56" NB, 4° 27' 19" OL | 11182   | Woning Van Lommel                                                           |
| Eenheidsbebouwing van twee burgerhuizen                                     |                          |                        | Borgerhout   | Joos Robijnslei 50-52                                     | 51° 12' 1" NB, 4° 27' 21" OL  | 11183   | Eenheidsbebouwing van twee burgerhuizen                                     |
| Stadswoning                                                                 |                          |                        | Borgerhout   | Joris Helleputtestraat 10                                 | 51° 11' 52" NB, 4° 27' 15" OL | 11184   | Stadswoning                                                                 |
| Stadswoning                                                                 |                          |                        | Borgerhout   | Joris Helleputtestraat 22                                 | 51° 11' 51" NB, 4° 27' 14" OL | 11185   | Upload foto                                                                 |
| Woning naar ontwerp van Leo Momont                                          |                          |                        | Borgerhout   | Jozef Posenaerstraat 67                                   | 51° 12' 43" NB, 4° 27' 9" OL  | 11186   | Woning naar ontwerp van Leo Momont                                          |
| Architectenwoning Emiel Van Averbeke                                        |                          | Emiel Van Averbeke     | Borgerhout   | Karel De Preterlei 188                                    | 51° 12' 4" NB, 4° 26' 59" OL  | 11187   | Architectenwoning Emiel Van Averbeke                                        |
| Hoekpand                                                                    |                          |                        | Borgerhout   | Karel Geertsstraat 19                                     | 51° 12' 59" NB, 4° 26' 40" OL | 11188   | Hoekpand                                                                    |
| Architectenwoning en atelier Theodoor Vermeulen                             | Monument: nr. 16, nr. 18 |                        | Borgerhout   | Kattenberg 116-122                                        | 51° 12' 54" NB, 4° 26' 20" OL | 11189   | Architectenwoning en atelier Theodoor Vermeulen                             |
| Eenheidsbebouwing van zes stadswoningen                                     |                          |                        | Borgerhout   | Kistemaeckersstraat 13-23                                 | 51° 13' 10" NB, 4° 26' 13" OL | 11190   | Eenheidsbebouwing van zes stadswoningen                                     |
| Parochiekerk Heilige Familie en Sint-Corneel                                | Monument                 |                        | Borgerhout   | Koxplein                                                  | 51° 12' 39" NB, 4° 26' 1" OL  | 11191   | Parochiekerk Heilige Familie en Sint-Corneel                                |
| Kerkmeesterswoning en pastorie van de Heilige-Familie en Sint-Corneliuskerk | Monument                 |                        | Borgerhout   | Betogingstraat 2-4                                        |                               | 11192   | Kerkmeesterswoning en pastorie van de Heilige-Familie en Sint-Corneliuskerk |
| Twee burgerhuizen                                                           |                          |                        | Borgerhout   | Kroonstraat 43-45                                         | 51° 12' 54" NB, 4° 25' 49" OL | 11193   | Twee burgerhuizen                                                           |
| Meergezinswoning                                                            |                          |                        | Borgerhout   | Kroonstraat 47                                            | 51° 12' 54" NB, 4° 25' 49" OL | 11194   | Meergezinswoning                                                            |
| Winkelhuis                                                                  |                          |                        | Borgerhout   | Kroonstraat 49                                            | 51° 12' 53" NB, 4° 25' 49" OL | 11195   | Winkelhuis                                                                  |
| Hoekhuis                                                                    |                          |                        | Borgerhout   | Kroonstraat 159                                           | 51° 12' 42" NB, 4° 25' 47" OL | 11196   | Upload foto                                                                 |
| Eenheidsbebouwing van drie burgerhuizen                                     |                          |                        | Borgerhout   | Kroonstraat 38-42                                         | 51° 12' 54" NB, 4° 25' 47" OL | 11197   | Eenheidsbebouwing van drie burgerhuizen                                     |
| Vijf burgerhuizen                                                           |                          |                        | Borgerhout   | Kroonstraat 44-46, 66, 138, 168                           | 51° 12' 43" NB, 4° 25' 44" OL | 11198   | Vijf burgerhuizen                                                           |
| Parochiekerk van Onze-Lieve-Vrouw ter Sneeuw                                |                          |                        | Borgerhout   | Laar 50                                                   | 51° 12' 59" NB, 4° 26' 3" OL  | 11199   | Parochiekerk van Onze-Lieve-Vrouw ter Sneeuw                                |
| Art-nouveau-hoekhuis                                                        | Monument                 |                        | Borgerhout   | Laar 30                                                   | 51° 13' 1" NB, 4° 26' 4" OL   | 11200   | Art-nouveau-hoekhuis                                                        |
| Art-nouveau stadswoning                                                     |                          |                        | Borgerhout   | Laar 31                                                   | 51° 13' 1" NB, 4° 26' 5" OL   | 11201   | Art-nouveau stadswoning                                                     |
| Burgerhuis                                                                  |                          |                        | Borgerhout   | Lammekensstraat 79                                        | 51° 12' 60" NB, 4° 25' 59" OL | 11203   | Burgerhuis                                                                  |
| Schoolgebouw                                                                |                          |                        | Borgerhout   | Lammekensstraat 84                                        | 51° 12' 59" NB, 4° 25' 57" OL | 11204   | Schoolgebouw                                                                |
| Woning De Roover-Braem                                                      |                          |                        | Borgerhout   | Luchtvaartstraat 28                                       | 51° 11' 49" NB, 4° 27' 18" OL | 11206   | Woning De Roover-Braem                                                      |
| Stedelijke school                                                           |                          |                        | Borgerhout   | Maarschalk Montgomeryplein 8-9, 8A                        | 51° 12' 41" NB, 4° 26' 19" OL | 11207   | Stedelijke school                                                           |
| Districtshuis Borgerhout                                                    | Monument                 |                        | Borgerhout   | Moorkensplein 1                                           | 51° 12' 49" NB, 4° 26' 1" OL  | 11208   | Districtshuis Borgerhout                                                    |
| Architectenwoning Alphonse Pauwels                                          |                          |                        | Borgerhout   | Moorkensplein 16                                          | 51° 12' 48" NB, 4° 26' 4" OL  | 11209   | Architectenwoning Alphonse Pauwels                                          |
| Eenheidsbebouwing van drie burgerhuizen                                     |                          |                        | Borgerhout   | Oedenkovenstraat 17-21                                    | 51° 12' 50" NB, 4° 25' 51" OL | 11210   | Eenheidsbebouwing van drie burgerhuizen                                     |
| Burgerhuis                                                                  |                          |                        | Borgerhout   | Oedenkovenstraat 29                                       | 51° 12' 50" NB, 4° 25' 52" OL | 11211   | Burgerhuis                                                                  |
| Burgerhuis                                                                  |                          |                        | Borgerhout   | Oedenkovenstraat 46                                       | 51° 12' 48" NB, 4° 25' 54" OL | 11212   | Burgerhuis                                                                  |
| Cinema Roma                                                                 | Monument                 |                        | Borgerhout   | Appelstraat 14, Prins Leopoldstraat 5, Turnhoutsebaan 286 |                               | 11213   | Cinema Roma                                                                 |
| Vrij Technisch Instituut Borgerhout                                         |                          |                        | Borgerhout   | Prins Leopoldstraat 51                                    | 51° 12' 44" NB, 4° 26' 22" OL | 11214   | Vrij Technisch Instituut Borgerhout                                         |
| Architectenwoning Walter Toubhans                                           |                          |                        | Borgerhout   | Sint-Erasmusstraat 27                                     | 51° 12' 54" NB, 4° 25' 52" OL | 11215   | Upload foto                                                                 |
| Parochiekerk Sint-Jan                                                       | Monument                 |                        | Borgerhout   | Sint-Janstraat 23-25                                      | 51° 12' 55" NB, 4° 26' 31" OL | 11216   | Parochiekerk Sint-Jan                                                       |
| Burgerhuis gedateerd Anno 1900                                              |                          |                        | Borgerhout   | Sint-Mattheusstraat 31                                    | 51° 12' 53" NB, 4° 26' 29" OL | 11217   | Upload foto                                                                 |
| Architectenwoning Dit is in de Passer                                       |                          |                        | Borgerhout   | Sint-Mattheusstraat 35                                    | 51° 12' 53" NB, 4° 26' 28" OL | 11218   | Architectenwoning Dit is in de Passer                                       |
| Pastorie van de Sint-Jansparochie                                           |                          |                        | Borgerhout   | Sint-Mattheusstraat 41                                    | 51° 12' 53" NB, 4° 26' 27" OL | 11219   | Pastorie van de Sint-Jansparochie                                           |
| Neoclassicistisch burgerhuis                                                |                          |                        | Borgerhout   | Sint-Mattheusstraat 53                                    | 51° 12' 52" NB, 4° 26' 26" OL | 11220   | Neoclassicistisch burgerhuis                                                |
| Art-nouveauburgerhuis                                                       | Monument                 |                        | Borgerhout   | Stenenbrug 99                                             | 51° 12' 43" NB, 4° 27' 1" OL  | 11221   | Art-nouveauburgerhuis                                                       |
| Flatgebouw                                                                  |                          |                        | Borgerhout   | Stenenbrug 92-94                                          | 51° 12' 43" NB, 4° 26' 56" OL | 11222   | Flatgebouw                                                                  |
| Eenheidsbebouwing in eclectische stijl                                      |                          |                        | Borgerhout   | Betogingstraat 1-5, Sterlingerstraat 2-12                 | 51° 12' 39" NB, 4° 26' 4" OL  | 11223   | Eenheidsbebouwing in eclectische stijl                                      |
| Winkelhuis In de klok                                                       |                          |                        | Borgerhout   | Sterlingerstraat 58                                       | 51° 12' 38" NB, 4° 26' 12" OL | 11224   | Winkelhuis In de klok                                                       |
| Nieuwe zakelijkheid stadswoning                                             |                          | Eduard Van Steenbergen | Borgerhout   | Sterrenborgstraat 6                                       | 51° 12' 6" NB, 4° 26' 58" OL  | 11226   | Nieuwe zakelijkheid stadswoning                                             |
| Neorenaissance burgerhuis                                                   |                          |                        | Borgerhout   | Turnhoutsebaan 25                                         | 51° 13' 1" NB, 4° 25' 48" OL  | 11228   | Neorenaissance burgerhuis                                                   |
| Modernistisch appartementsgebouw                                            |                          |                        | Borgerhout   | Turnhoutsebaan 12-14                                      | 51° 12' 60" NB, 4° 25' 45" OL | 11229   | Modernistisch appartementsgebouw                                            |
| Eclectische winkel                                                          |                          |                        | Borgerhout   | Turnhoutsebaan 40                                         | 51° 12' 59" NB, 4° 25' 48" OL | 11230   | Eclectische winkel                                                          |
| Hoekhuis                                                                    |                          |                        | Borgerhout   | Turnhoutsebaan 48                                         | 51° 12' 58" NB, 4° 25' 49" OL | 11231   | Hoekhuis                                                                    |
| Flatgebouw                                                                  |                          |                        | Borgerhout   | Turnhoutsebaan 80                                         | 51° 12' 56" NB, 4° 25' 53" OL | 11232   | Upload foto                                                                 |
| Vredegerecht van Borgerhout                                                 |                          |                        | Borgerhout   | Turnhoutsebaan 92                                         | 51° 12' 55" NB, 4° 25' 54" OL | 11233   | Upload foto                                                                 |
| Burgerhuis                                                                  |                          |                        | Borgerhout   | Turnhoutsebaan 94                                         | 51° 12' 56" NB, 4° 25' 55" OL | 11234   | Burgerhuis                                                                  |
| Gemeentehuis van Borgerhout                                                 | Monument                 |                        | Borgerhout   | Turnhoutsebaan 110                                        | 51° 12' 55" NB, 4° 25' 58" OL | 11235   | Gemeentehuis van Borgerhout                                                 |
| Neo-Vlaamserenaissance stadswoning                                          |                          |                        | Borgerhout   | Van der Keilenstraat 37                                   | 51° 13' 2" NB, 4° 25' 50" OL  | 11236   | Neo-Vlaamserenaissance stadswoning                                          |
| Dokterswoning                                                               |                          | Eduard Van Steenbergen | Borgerhout   | Van Hersteenstraat 12                                     | 51° 12' 10" NB, 4° 26' 58" OL | 11237   | Dokterswoning                                                               |
| Burgerhuis met magazijn                                                     |                          |                        | Borgerhout   | Verzoeningstraat 20                                       | 51° 13' 1" NB, 4° 26' 8" OL   | 11238   | Burgerhuis met magazijn                                                     |
| Flatgebouw in art-decostijl                                                 |                          |                        | Borgerhout   | Ferdinand Berckmansstraat 1-5, Vinçottestraat 49-51       | 51° 13' 2" NB, 4° 26' 16" OL  | 11239   | Flatgebouw in art-decostijl                                                 |
| Eenheidsbebouwing van drie stadswoningen                                    |                          |                        | Borgerhout   | Vinçottestraat 53-57                                      | 51° 13' 3" NB, 4° 26' 16" OL  | 11240   | Eenheidsbebouwing van drie stadswoningen                                    |
| Schoolgebouwen                                                              |                          |                        | Borgerhout   | Leningstraat 26, Vinçottestraat 44                        | 51° 13' 0" NB, 4° 26' 20" OL  | 11241   | Schoolgebouwen                                                              |
| Stadswoning                                                                 |                          | Eduard Van Steenbergen | Borgerhout   | Vosstraat 8                                               | 51° 11' 54" NB, 4° 27' 10" OL | 11242   | Stadswoning                                                                 |
| Interbellumwoning                                                           | Monument                 |                        | Borgerhout   | Wolfjagerslei 18                                          | 51° 11' 59" NB, 4° 27' 22" OL | 11243   | Interbellumwoning                                                           |
| Xaveriuscollege en -kerk                                                    | Monument                 |                        | Borgerhout   | Collegelaan 36, 36A-B, Kerkendijk 2-4                     | 51° 12' 47" NB, 4° 27' 3" OL  | 200494  | Xaveriuscollege en -kerk                                                    |
| Parochiekerk Sint-Anna                                                      |                          |                        | Borgerhout   | Goedendagstraat 48                                        |                               | 206841  | Parochiekerk Sint-Anna                                                      |
| Waterbouwkundig laboratorium                                                |                          |                        | Borgerhout   | Berchemlei 115                                            |                               | 213648  | Waterbouwkundig laboratorium                                                |
| Twee burgerhuizen in art nouveau                                            |                          |                        | Borgerhout   | Guldensporenstraat 123-125                                |                               | 215617  | Twee burgerhuizen in art nouveau                                            |
| Appartementsgebouw in brutalistische stijl                                  |                          |                        | Borgerhout   | Milisstraat 35                                            |                               | 300466  | Upload foto                                                                 |
| Appartementsgebouw in art-decostijl                                         |                          |                        | Borgerhout   | Plantin en Moretuslei 157                                 |                               | 301128  | Appartementsgebouw in art-decostijl                                         |
| Apotheek Charly Vanhoof                                                     |                          |                        | Borgerhout   | Langstraat 96                                             |                               | 304649  | Upload foto                                                                 |

### Bouwkundige gehelen
| Object                      | Erfgoedstatus? | Bouwjaar of architect | Deelgemeente | Adres | Coördinaten | Nummer? | Afbeelding                  |
| --------------------------- | -------------- | --------------------- | ------------ | --- | ----------- | ------- | --------------------------- |
| Te Boelaarpark              |                |                       | Borgerhout   | Te Boelaarpark 3-5 |             | 102416  | Te Boelaarpark              |
| Nationale Werf Borgerhout   |                | Renaat Braem          | Borgerhout   | Gitschotellei 333 en 335, Jakob Smitsstraat 1-28, 30-32                                                                                       |             | 126549  | Nationale Werf Borgerhout   |
| Sociale woonwijk Berchemlei |                |                       | Borgerhout   | Berchemlei 162-258, Bert Verlacktstraat 1, Bouwhandelstraat 85-93, 94-129, 130-138, Frans De Vriendtstraat 1-22, 23-45, Stan Ockersstraat 1-2 |             | 127222  | Sociale woonwijk Berchemlei |
| Tuinwijk Weerstandlaan      |                |                       | Borgerhout   | Griffier Schobbenslaan 1-36, 37-39, Weerstandlaan 1-58, 59-85                                                                                 |             | 302649  | Tuinwijk Weerstandlaan      |

District Antwerpen: Antwerpen-Noord · Brederode · Centraal Station · Dam · Eilandje · Haringrode · Harmonie · Havengebied · Historisch Centrum (Oude Stad · Hoogstraat · Groenplaats) · Kiel · Linkeroever · Luchtbal-Rozemaai-Schoonbroek · Markgrave · Meirwijk · Middelheim · Schipperskwartier · Sint-Andries · Stadspark · Tentoonstellingswijk · Theaterbuurt · Universiteitsbuurt · Zuid · Zurenborg

Overige districten: Berchem · Berendrecht-Zandvliet-Lillo · Borgerhout · Deurne · Ekeren · Hoboken · Merksem · Wilrijk

Onroerend erfgoed in de provincie Antwerpen